# Morti nel 772
| Questa pagina contiene informazioni ricavate automaticamente dalle voci biografiche con l'ausilio del template Bio e di un bot. L'aggiornamento è periodico e automatico e ricostruisce completamente la pagina. Se manca una persona in questa lista, sei pregato di non aggiungerla, ma accertati piuttosto che la sua voce biografica contenga il template Bio e che i dati anagrafici siano correttamente compilati. Se il template Bio manca, inseriscilo tu stesso o, in alternativa, metti l'avviso {{tmp\|Bio}} che ne segnala la mancanza. Se i dati riportati sono sbagliati, correggi direttamente la voce biografica; le modifiche saranno visibili in questa lista entro pochi giorni. Per chiarimenti vedi il progetto biografie. La lista contiene solo le 6 persone che sono citate nell'enciclopedia e per le quali è stato implementato correttamente il template Bio. Pagina aggiornata al 13 gen 2025. |

- 24 gennaio - Papa Stefano III, papa, vescovo e cardinale italiano (n. 720)
- 13 maggio - Dōkyō, monaco buddista giapponese (n. 700)
- 10 luglio - Amalberga di Temse, monaca cristiana belga
- Paolo Afiarta, funzionario e politico italiano
- Magno di Füssen, abate e santo tedesco
- Ḥammād al-Rāwiya, poeta arabo (n. 694)